# Rumpler C.III
Il Rumpler C.III, designazione aziendale 6A5, fu un aereo da ricognizione monomotore biplano sviluppato dall'azienda aeronautica tedesco imperiale Rumpler Flugzeugwerke GmbH negli anni dieci del XX secolo.
Evoluzione del precedente Rumpler C.I (il C.II non venne mai realizzato), dal quale si differenziava per un generale affinamento aerodinamico e per l'adozione di una diversa motorizzazione, venne utilizzato dai reparti da ricognizione della Luftstreitkräfte, la componente aerea del Deutsches Heer (l'esercito imperiale tedesco), durante la prima guerra mondiale, prestando servizio dal 1916 fino al termine del conflitto.

## Storia del progetto

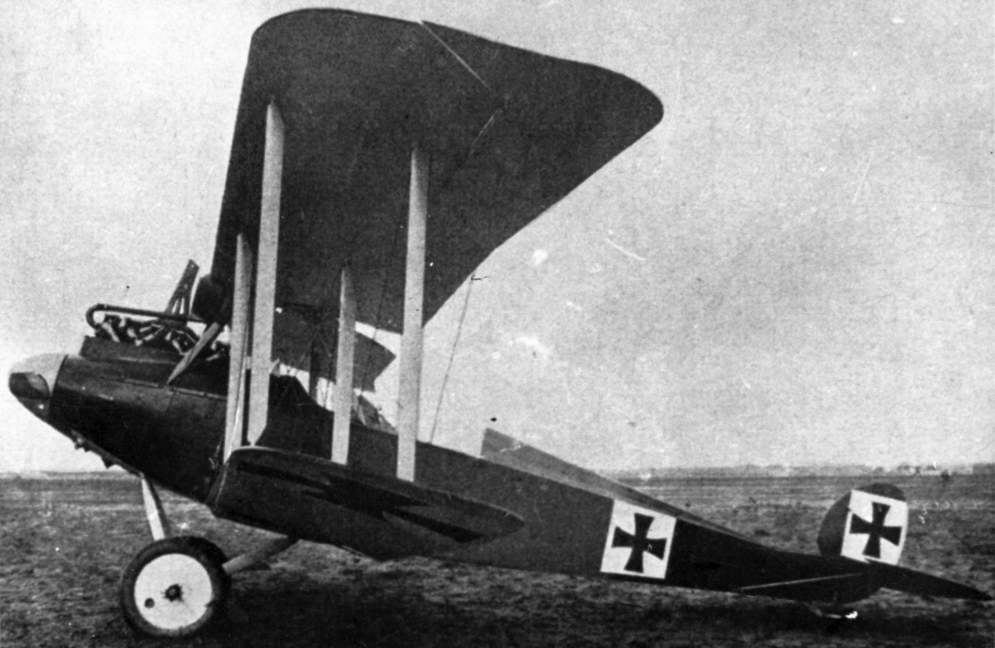
Vista lato sinistro.

La continua e veloce evoluzione tecnologica che interessò l'aviazione durante la prima guerra mondiale costrinse i contendenti ad adeguare i propri mezzi alle capacità altrui ed i tedeschi, che già dovevano affrontare il fuoco dell'artiglieria contraerea sul fronte occidentale, furono costretti a scontrarsi con la caccia nemica equipaggiata con modelli sempre più efficienti e letali. Il successo ottenuto dalla Rumpler con il C.I, primo modello C-Typ, così com'erano indicati i ricognitori biposto armati dalle convenzioni Idflieg originariamente sviluppato dall'azienda nel 1914, aveva suggerito, appena fossero diventati disponibili motorizzazioni di potenza più elevata, di svilupparne un modello capace di prestazioni più elevate.
Dopo che il modello successivo, identificato come C.II, venne pianificato ma non realizzato, durante il 1916 il gruppo di lavoro diretto da Edmund Rumpler iniziò lo sviluppo del modello 6A5, velivolo che riproponeva l'impostazione già utilizzata nel C.I, struttura in tecnica mista, con  fusoliera biposto realizzata in tubi d'acciaio saldati ricoperti da pannellature, con abitacoli separati posizionati in tandem, abbinati ad una velatura biplana con ali leggermente a freccia e carrello convenzionale fisso.
Il prototipo venne equipaggiato con un motore Benz Bz.IV, un 6 cilindri in linea raffreddato a liquido in grado di erogare, nelle prime unità realizzate, una potenza pari a 200 PS (147 kW).
Sottoposto alla valutazione della commissione Idflieg, il modello si rivelò capace di buone prestazioni e perciò avviato immediatamente alla produzione in serie.

## Utilizzatori
Germania
- Luftstreitkräfte